# الأخ صالحة (مسلسل)
الأخ صالحة هو مسلسل تلفزيوني من بطولة حياة الفهد وإبراهيم الصلال و جمال الردهان ومنى شداد ومحمد الصيرفي.

## طاقم العمل
- حياة الفهد صالحة
- إبراهيم الصلال عم صالحه وفالحه
- منى شداد فالحه
- هيا الشعيبي ازهار
- جمال الردهان خليل
- أحمد السلمان إبراهيم
- محمد الصيرفي
- رضا علي حسين	 طليق صالحه
- ياسه
- عامر محمد
- ناجي خميس نادر
- ذكريات